# PCC: Poder Secreto
PCC: Poder Secreto é uma minissérie documental brasileira criada por Gustavo Mello produzida pela Warner Bros. Discovery e Boutique Filmes, e lançada na HBO Max no dia 26 de maio de 2022 com selo Max Original.
Baseada no livro Irmãos: Uma História do PCC, de Gabriel Feltran,, a minissérie é composta por quatro episódios em que ex-integrantes, familiares, agentes carcerários e autoridades policiais, prestam depoimento a cerca da facção criminosa PCC (Primeiro Comando da Capital).

## Enredo
A minissérie conta a história da facção criminosa PCC (Primeiro Comando da Capital) através de variados relatos de ex-integrantes e agentes policiais em quatro episódios a partir do ponto de vista dos próprios “irmãos”, que depõe suas opiniões internas, códigos de conduta e estruturação. Porém, a minissérie vai além e também explora a cultura musical desenvolvida pela facção, algo que foi pouco explorado pela mídia.

## Exibição
A série foi exibida na Band entre os dias 6 e 9 de janeiro de 2025, às 22h45, na sessão Noites da Max, sendo substituída por Flordelis - Em Nome da Mãe.

### Audiência
| Dia de exibição      | Audiência (Referente à São Paulo) | Ref.  |
| -------------------- | --------------------------------- | ----- |
| 6 de janeiro de 2025 | 0,8                               | [ 5 ] |
| 7 de janeiro de 2025 | 1,4                               | [ 6 ] |
| 8 de janeiro de 2025 | 2,0                               | [ 7 ] |
| 9 de janeiro de 2025 | 1,3                               | [ 8 ] |
| Média Geral          | 1,38                              | 1,38  |

## Episódios
| Temporada | Temporada | Episódios | Episódios | Originalmente lançado |
| --------- | --------- | --------- | --------- | --------------------- |
|           | 1         | 4         | 4         | 26 de maio de 2022    |

### Primeira Temporada (2022)[9]
| № na série | № na temporada | Título                                                        | Dirigido por     | Escrito por                           | Exibição original  |
| --- | -------------- | ------------------------------------------------------------- | ---------------- | ------------------------------------- | ------------------ |
| 1 | 1              | "Lealdade, Respeito e Solidariedade Acima de Tudo ao Partido" | Joel Zito Araújo | Guilherme César                       | 26 de maio de 2022 |
| Nas ruas de São Paulo há uma guerra de todos contra todos e, nas cadeias, a barbárie e a lei do mais forte predominam. O PCC nasce no limite da opressão, e a vista grossa do Estado permite que o Comando cresça e se fortaleça.       |                |                                                               |                  |                                       |                    |
| 2 | 2              | "Revolução do Crime"                                          | Joel Zito Araújo | Guilherme César, Diogo Leite da Silva | 26 de maio de 2022 |
| A maior rebelião da história prisional brasileira revela a força do PCC, e um conflito interno divide a facção, criando uma nova liderança que distribui o poder, sintonizando ruas e cadeias.                                          |                |                                                               |                  |                                       |                    |
| 3 | 3              | "A Arte da Guerra"                                            | Joel Zito Araújo | Guilherme César, Diogo Leite da Silva | 26 de maio de 2022 |
| Em maio de 2006, quando líderes do PCC são levados ao regime mais severo do cárcere, uma guerra é declarada e aterroriza São Paulo. O resultado do embate violento choca o país, abalando o Sistema e levando o Comando a uma nova era. |                |                                                               |                  |                                       |                    |
| 4 | 4              | "Crime Sem Fronteiras"                                        | Joel Zito Araújo | Guilherme César                       | 26 de maio de 2022 |
| Um assassinato espetacular consolida o domínio do Comando na fronteira paraguaia: um novo patamar para o PCC no narcotráfico internacional. A divisão dos lucros racha a cúpula, mas a morte entre irmãos não diminui o poder secreto.  |                |                                                               |                  |                                       |                    |